# Chrysoblastella
Chrysoblastella là một chi rêu trong họ Ditrichaceae.